# Пьятти, Игнасио
Игнасио Альберто Пьятти (исп. Ignacio Alberto Piatti; род. 4 февраля 1985, Хенераль-Бальдиссера, Кордова, Аргентина) — аргентинский футболист, полузащитник.

## Клубная карьера
Пьятти начал карьеру играя в молодёжных академиях «Ньюэллс Олд Бойз», «Ромы» и «Галатасарая». В 2004 году он вернулся на родину, где дебютировал во втором дивизионе за «Чакарита Хуниорс». В составе «Хуниорс» Игнасио выступал на протяжении двух сезонов и забил 10 мячей в 50 матчах. В 2006 году Пьятти перешёл во французский «Сент-Этьен». Во Франции Игнасио провёл чуть больше месяца, после чего был продан в чилийский «Унион Сан-Фелипе», откуда вернулся на родину на правах аренды. Новым клубом Игнасио стал «Химнасия Ла-Плата». 9 февраля 2007 года в матче против «Арсенала» из Саранди он дебютировал в аргентинской Примере. В команде из Ла-Платы Пьятти провёл два сезона, после чего отправился в аренду в «Индепендьенте». 22 августа 2009 года в матче против «Ньюэллс Олд Бойз» он дебютировал за новый клуб. 3 сентября в поединке против «Годой-Крус» Игнасио забил свой первый гол за «Индепендьенте». 15 февраля 2010 года в матче против «Эстудиантеса» Пьятти забил 5000-й гол «Индепендьенте» в чемпионатах Аргентины.
В том же году Игнасио перешёл в итальянский «Лечче». Сумма трансфера составила 2,5 млн евро. 29 августа в матче против «Милана» он дебютировал в Серии А. 12 декабря в поединке против «Кьево» Пьятти сделал дубль за новый клуб.
Летом 2012 года Игнасио покинул Италию и вернулся на родину. Ему предлагали контракт «Ривер Плейт», «Расинг» из Авельянеды и «Индепендьенте», но Пьятти выбрал «Сан-Лоренсо». 9 сентября в матче против «Колона» он дебютировал за новый клуб. 20 мая 2013 года в поединке против «Олл Бойз» Игнасио сделал дубль за «Сан-Лоренсо». В 2014 году Пьятти выиграл чемпионате Аргентины. Игнасио также был лидером команды в победном для команды Кубке Либертадорес, он принял участие в 13 матчах и забил три гола в ворота бразильских «Ботафого» и «Крузейро».
2 июля 2014 года Пьятти подписал контракт с клубом MLS «Монреаль Импакт» в качестве назначенного игрока, но несмотря на это он помог своей бывшей команде в первом финальном поединке Кубка Либертадорес против парагвайского «Насьоналя». На ответный матч руководство канадского клуба Игнасио не отпустило, но медаль он всё равно получил. За «Монреаль Импакт» он дебютировал 16 августа в матче против «Чикаго Файр». 30 августа в поединке против «Коламбус Крю» Пьятти сделал «дубль», забив свои первые голы за «Импакт». В 2015 году в матчах Лиги чемпионов КОНКАКАФ против коста-риканского «Алахуэленсе» и мексиканской «Америки» он забил по голу. В том же году Пьятти был признан самым ценным игроком команды и на протяжении двух следующих лет повторял данное достижение. В 2016 и 2017 году Игнасио становился лучшим бомбардиром клуба.
10 февраля 2020 года Пьятти расторг контракт с «Монреаль Импакт» по взаимному согласию сторон и вернулся в «Сан-Лоренсо».
18 февраля 2021 года Пьятти перешёл в «Расинг» из Авельянеды, подписав однолетний контракт. 13 декабря 2021 года Игнасио Пьятти объявил о завершении футбольной карьеры.

## Достижения
Командные
 «Сан-Лоренсо»
- Чемпион Аргентины: Инисиаль 2013
- Обладатель Кубка Либертадорес: 2014

 «Монреаль Импакт»
- Победитель Первенства Канады: 2019

Индивидуальные
- Член символической сборной MLS: 2016[21], 2018[22]
- Участник Матча всех звёзд MLS: 2016, 2017, 2018
- Лучший бомбардир Первенства Канады: 2019 (4 гола)